# Автомагістраль Москва - Єкатеринбург М12 «Схід»
Автомагістраль Москва—Казань, позначається як М12, — магістраль, що будується в європейській частині Росії, проходить між магістралями М7 і М5, що йде від міста федерального значення Москва до Казані. Її будівництво буде завершено до 2027 року і обійдеться в близько 612 мільярдів рублів. 23 травня 2020 року стало відомо, що згідно з останніми планами будівництво магістралі планується прискорити і здати в 2024 році. Загальна довжина М12 становитиме 794 км.

## Історія
10 липня 2020 року прем'єр-міністр Росії Михайло Мішустін на нараді з питань будівництва автомагістралі Західна Європа - Західний Китай в Єлабузі заявив, що уряд Росії визначив умови тендерних процедур і обсяги фінансування будівництва автомагістралі Москва – Казань.
27 липня оголосили тендери на будівництво 729 км автодороги.
8 вересня 2022 року відкрилася перша ділянка протяжністю 42,5 км, яка з‘єднує ЦКАД і А108.